# Galaktikus támadás (film)
A Galaktikus támadás (eredeti cím: The Arrival) 1996-ban bemutatott amerikai–mexikói sci-fi-horrorfilm, melyet David Thowy írt és rendezett. A főbb szerepekben Charlie Sheen, Lindsay Crouse, Richard Schiff és Teri Polo látható. 
1996. május 31-én mutatták be az Amerikai Egyesült Államokban. A folytatása 1998-ben jelent meg Galaktikus támadás 2 címmel.

## Cselekmény
Ilana Green (Lindsay Crouse) klíma-kutató felfedezi, hogy fák és virágok burjánzanak 90 mérföldre az Északi-sarktól. Zane Zaminski (Charlie Sheen) rádió-csillagászként dolgozik a SETI programban Calvin (Richard Schiff) barátjával együtt és egy rádiójelet fedeznek fel, amely bizonyíthatja a földönkívüli intelligencia létét. A rádióhullámok tizennégy fényévnyi távolságból érkeznek, a tudósok engedélyt kérnek rá, hogy a Földről vagy egy műholdról megerősítsék az üzenetet.
Zane magnószalagra veszi a jelet és átadja főnökének Phil Gordiannak (Ron Silver), aki azonban közli vele, hogy a költségvetési kiadások csökkentése miatt az intézetet megszüntetik. A magnószalagot átveszi és megígéri Zane-nek, hogy ellenőrizni fogják annak tartalmát. Phil azonban ehelyett megsemmisíti a szalagot. Zane sehol sem talál munkát és rájön, hogy feketelistára került. Műholdas tévészerelőként helyezkedik el, otthonát parabola-antennákkal és rádióműszerekkel szereli fel, abból a célból, hogy újra a világűrből érkező jel nyomára bukkanjon. A szomszéd kisfiú, Kiki érdeklődést mutat Zane „hobbija” iránt és segít neki a műszerek kezelésében. Újra felfedeznek egy hasonló jelet, ezt azonban a Földről sugározzák a világűrbe. Zane felkeresi egykori munkatársát, Calvint, hogy megossza vele az új információt. Calvint azonban már holtan találja. Zane nem tudja mit tegyen, végül úgy dönt,Mexikóba utazik, ahonnan a válaszjelet küldték a világűrbe.
Zane megérkezik Mexikóba és megpróbál minél többet megtudni a rádiójel eredetéről, melynek során az esőerdő közepén egy teljesen új fejlesztésű erőművet fedez fel. Miközben rádiójeleket próbál bemérni találkozik egy Ilana Green nevű nővel, aki elmondása szerint azért érkezett a térségbe, mert felfedezte, hogy szokatlanul magas az üvegházhatást előidéző gázok aránya a területen. Mindkettőjüket biztonsági őrök fogják el, a közeli rendőrőrsre viszik őket, ahol kihallgatják arról, hogy mit kerestek az erőmű közelében. Zane a kihallgatás alatt észreveszi, hogy az egyik mexikói biztonsági őr pont úgy néz ki, mint egykori főnöke, Phil Gordian. A kihallgatás után elengedik őket, együtt térnek be egy hotelbe, ahol megbeszélik egymás felfedezéseit. Zane felhívja barátnőjét Chart (Teri Polo), aki közli vele, hogy az a társaság, amely az erőművet építette az esőerdő közepén, számos hasonló jellegű erőművet épít szerte a harmadik világban. Egy idős férfi, aki követte Zane-t, skorpiókat csempész be Ilana szobájába és a nő belehal a rovarok csípéseibe.
Zane miután felfedezi Ilana holttestét, azonnal az erőműhöz hajt, sikerül bejutnia az épületbe, és felfedezi, hogy az ott dolgozó munkások mindegyike földönkívüli idegen (jellemzőjük, hogy a térdüknél a lábuk ellenkező irányba hajlik, mint az embereknél). Az erőművön kívül emberi külsőt viselnek, ezek a felvett arcok azonban igencsak hasonlítanak egymásra, így magyarázható meg, hogy Zane egykori – idegen – főnöke és a földönkívüli biztonsági őr olyannyira hasonlítottak egymásra. Az erőműben nagy mennyiségben állítják elő az üvegházhatást okozó gázokat, hogy ezzel átalakítsák a Földet és annak légkörét (terraformálás) saját életviszonyaiknak megfelelően. Az idegenek felfedezik Zane-t, így a férfinek menekülnie kell. Egy Phil-szerű „külsőben” sikerül elmenekülnie az erőműből, eközben egy idegent elgázol.
A rendőrőrsre megy, ahol megvádolják azzal, hogy megölt egy embert. Ám nem az elgázolt idegent, hanem Ilana holttestét mutatják meg neki, így Zane rádöbben, hogy egy hatalmas összeesküvésről van szó, amelyben a rendőrség is benne van. Sikerül megszöknie a őrsről és visszajutni az Amerikai Egyesült Államokba. Hazatérve találkozik Phillel, aki elismeri, hogy az idegenek az tervezik, az elkövetkező tíz évben felgyorsítják a globális felmelegedést, így lakhatóvá válik a bolygó az idegenek számára és az emberi faj pusztulása bekövetkezik. Phil nem érzi felelősnek magát, hiszen „ők csak meggyorsítják az emberi faj pusztulását, amely az ő közreműködésük nélkül is bekövetkezne, csak lassabban.” Phil vallomása után Zane egy közeli bokorból egy elrejtett videókamerát vesz elő, melyen rögzítette a beszélgetést. Phil elengedi Zane-t, mert „nincs esélye” a férfinak ellenük.
Zane otthonába hazatérve észreveszi, hogy az összes felszerelése eltűnt: egy pörgő gömbszerű földönkívüli technikai szerkezet „szívta magába” a berendezéseket, műszereket. Zane és Kiki elhatározzák, hogy elutaznak egy közeli rádióteleszkóphoz, hogy azt felhasználva a műholdakra közvetítsék a videókamera felvételét, megismertetve így az emberiséget a fenyegető veszéllyel. Char azt hiszi, Zane megőrült, hívja a rendőrséget, a rendőrök helyett azonban Phil és emberei jelennek meg a teleszkópnál. A felvételt nem sikerül elküldeni a műholdra, mert kiderül, hogy Kiki is idegen, a videókamerát átadja Philnek. Amikor az idegenek el akarják kapni, Zane folyékony nitrogént locsol Philékre. Az idegenek nem tudják elviselni az extrémen alacsony hőmérsékletet, egykori főnöke megfagyott zsebéből Zane kiveszi a kazettát, aki azonban megragadja a kezét, mire Zane azonnal levágja azt egy baltával. A gömbszerű lebegő szerkezet azonban felmelegíti az idegeneket és megsemmisíti a rádióteleszkópot. Zane és az időközben megérkező Char életben maradnak, a férfi kiabálva közli Kikivel, hogy nem tudják megállítani őket, be fogja mutatni a felvételt. Kiki kifordítja a térdét és eredeti földönkívüli alakjában elfut a sivatagban.
A film egy televíziós közvetítéssel végződik, ahol egy meteorológus a híradóban közli, hogy forró őszre számíthatunk. A televízióadás hirtelen megszakad és Phil vallomása kerül adásba minden egyes csatornán,

## Szereplők
| Színész         | Szerep        | Magyar hang     | Magyar hang     |
| Színész         | Szerep        | 1. szinkron     | 2. szinkron     |
| --------------- | ------------- | --------------- | --------------- |
| Charlie Sheen   | Zane Zaminsky | Rékasi Károly   | Czvetkó Sándor  |
| Ron Silver      | Phil Gordian  | Barbinek Péter  | Kapácsy Miklós  |
| Ron Silver      | mexikói őr    | eredeti nyelven | eredeti nyelven |
| Lindsay Crouse  | Ilana Green   | Andresz Kati    |                 |
| Teri Polo       | Char          | Götz Anna       | Orosz Helga     |
| Richard Schiff  | Calvin        | Csuja Imre      |                 |
| Tony T. Johnson | Kiki          | Simonyi Balázs  |                 |
| Leon Rippy      | Phil ügynöke  | Balázsi Gyula   |                 |